# JuJu Smith-Schuster
John "Taneo" Sherman "JuJu" Smith-Schuster (nascido em 22 de novembro de 1996) é um jogador de futebol americano que joga como Wide Receiver no Kansas City Chiefs da NFL. Ele jogou futebol americano universitário na Universidade do Sul da Califórnia.

## Primeiros anos
Smith estudou no Long Beach Polytechnic High School em Long Beach, Califórnia. Ele jogou como wide receiver e safety no time de futebol americano, Jackrabbits. Smith foi avaliado pelo Rivals.com como um recruta de cinco estrelas e foi classificado como o segundo melhor safety em sua classe e o 24º melhor jogador geral. 
Ele se comprometeu com a Universidade do Sul da Califórnia (USC). Sua decisão inicial era ir para Oregon mas depois anunciou que ia à USC durante um comunicado televisivo.

## Carreira na Faculdade
Smith-Schuster ganhou tempo de jogo imediato como calouro em 2014. Em seu primeiro jogo na carreira, ele teve quatro recepções para 123 jardas contra Fresno State. Contra Washington State Cougars, ele teve seis recepções para 74 jardas e três touchdowns.
Ele terminou a temporada de 2014 com 54 recepções para 724 jardas e cinco touchdowns.
Em seu segundo ano, Smith-Schuster jogou 14 jogos e fez 1.454 jardas e 10 touchdowns. Em seu terceiro ano, ele jogou 13 jogos e fez 914 jardas e 10 touchdowns. 
Após a temporada de 2016, Smith-Schuster decidiu abandonar o seu último ano e entrar na Draft da NFL de 2017.

### Estatísticas
| Ano      | Equipe   | JD | JT | Recepções | Recepções | Recepções | Recepções | Corrida | Corrida | Corrida | Corrida | Retorno de Chute | Retorno de Chute | Retorno de Chute | Retorno de Chute | Defesa | Defesa | Defesa |
| Ano      | Equipe   | JD | JT | Rec       | Jardas    | Média     | TD        | Ten     | Jardas  | Média   | TD      | Kr               | Jardas           | Média            | TD               | Solo   | Ast    | Total  |
| -------- | -------- | -- | -- | --------- | --------- | --------- | --------- | ------- | ------- | ------- | ------- | ---------------- | ---------------- | ---------------- | ---------------- | ------ | ------ | ------ |
| 2014     | USC      | 13 | 13 | 54        | 724       | 13,4      | 5         | 2       | 3       | 1,5     | 0       | 11               | 132              | 12,0             | 0                | 4      | 1      | 5      |
| 2015     | USC      | 14 | 14 | 89        | 1 454     | 16,3      | 10        | 1       | 4       | 4,0     | 0       | 4                | 51               | 12,8             | 0                | 1      | 0      | 1      |
| 2016     | USC      | 13 | 13 | 70        | 914       | 13,1      | 10        | 5       | 27      | 5,4     | 0       | 1                | 2                | 2,0              | 0                | 2      | 0      | 2      |
| Carreira | Carreira | 40 | 40 | 213       | 3 092     | 14,5      | 25        | 8       | 34      | 4,3     | 0       | 16               | 185              | 11,6             | 0                | 7      | 1      | 8      |

Fonte:

## Carreira Profissional
Smith-Schuster recebeu um convite para o Combine e realizou quase todas os teste, exceto o three-cone drill e o short shuttle. Ele optou por participar do Pro Day da USC e melhorou seus números no salto vertical e no amplo. O Dallas Cowboys foi a única equipe a convidar ele para um treino privado mostrando interesse nele. 
Ele foi classificado como o quarto melhor wide receiver no draft pela Sports Illustrated e ESPN, e o nono melhor pela NFLDraftScout.com.
| Altura                                      | Peso  | Comprimento do braço | Tamanho da mão | Corrida de 40 jardas | Corrida de 10 jardas | Corrida de 20 jardas | 20-ss  | 3-cone | Salto Vertical | Amplo  | BP      |
| ------------------------------------------- | ----- | -------------------- | -------------- | -------------------- | -------------------- | -------------------- | ------ | ------ | -------------- | ------ | ------- |
| 1.85 m                                      | 98 kg | 0.84 m               | 0,27 m         | 4.54 s               | 1.55 s               | 2.65 s               | 4.18 s | 6.93 s | 0.83 m         | 3.05 m | 15 reps |
| Todos os valores da NFL Combine/USC Pro Dia |       |                      |                |                      |                      |                      |        |        |                |        |         |

O Pittsburgh Steelers selecionou Smith-Schuster na segunda rodada (62ª escolha geral) do draft da NFL de 2017. Ele foi o mais jovem jogador selecionado no draft e foi o 13ª wide receiver de USC a ser selecionado  nos últimos 15 anos.

### 2017
Em 17 de maio de 2017, ele assinou um contrato com os Steelers de quatro anos no valor de US $ 4,19 milhões, com US $ 1,84 milhão garantido e um bônus de assinatura de US $ 1,19 milhão.
Smith-Schuster entrou no campo de treinamento contra Sammie Coates, Darrius Heyward-Bey, Eli Rogers, Marcus Tucker e Justin Hunter para ser a terceira opção na posição de wide receiver dos Steelers. Ele foi nomeado o sexto wide receiver dos Steelers atrás de Antonio Brown, Martavis Bryant, Heyward-Bey, Rogers e Hunter.
Ele fez sua estreia na temporada regular na vitória do Pittsburgh Steelers sobre o Cleveland Browns e a primeira vez em que tocou na bola foi retornando um chute para quatro jardas. Quando Smith-Schuster fez sua estreia, ele era o jogador mais jovem na NFL. Na Semana 2, Smith-Schuster registrou sua primeira recepção na carreira e pegou seu primeiro passe para touchdown em um passe de quatro jardas do quarterback Ben Roethlisberger, os Steelers derrotaram o Minnesota Vikings por um placar de 26-9. 
Durante o jogo contra os Vikings, Smith-Schuster se tornou o mais jovem jogador da NFL a marcar um touchdown desde o running back, Andy Livingston, em 1964. Ele também se tornou o segundo jogador mais jovem da história da NFL a fazer um touchdown atrás apenas de Arnie Herber, que era 60 dias mais jovem quando ele fez um touchdown em 1930. 
Durante a semana 7 contra o Cincinnati Bengals, Smith-Schuster pegou seu terceiro passe para touchdown da temporada, em uma recepção de 31 jardas, tornando-se o primeiro jogador na história da NFL a marcar três touchdowns antes dos 21 anos. 
Em 29 de outubro de 2017, Smith-Schuster fez sua primeira partida como titular como wide receiver e teve um desempenho surpreendente com sete recepções para 193 jardas e um touchdown de 97 jardas durante uma vitória de 20-15 contra o Detroit Lions. A recepção de touchdown de 97 jardas também foi a mais longa na história da equipe e a maior recepção de touchdown na liga durante a temporada de 2017. Smith-Schuster se tornou titular no lugar de Martavis Bryant, que foi colocado no banco pelo técnico Mike Tomlin, depois de pedir publicamente uma troca. Suas 193 jardas perderam apenas para as 205 jardas de Jimmy Orr em 1958 no recorde de mais jardas por um novato dos Steelers e por qualquer novato da NFL desde as 209 jardas de Mike Evans na semana 11 de 2014. Ele foi nomeado o Jogador Ofensivo da Semana da AFC pelo seu desempenho. 
Em 5 de dezembro de 2017, Smith-Schuster foi suspenso por um jogo depois de fazer um bloqueio ilegal no defensor do Cincinnati Bengals, Vontaze Burfict, na semana 13. Na semana 17, ele retornou um chute de 96 jardas para um touchdown e também pegou nove passes para 143 jardas e um touchdown durante a vitória por 28-24 contra o Cleveland Browns. Com sua performance na semana 17, Smith-Schuster tornou-se o jogador mais jovem da história da NFL a ter mais de 1.000 jardas. Ele também foi nomeado Jogador das Equipes Especiais da Semana da AFC por seu touchdown.
Ele terminou a temporada com 58 recepções para 917 jardas e sete touchdowns, com as duas últimas estatísticas liderando todos os novatos. Ele foi nomeado o Polynesian Pro Football Player of the Year em 2017.
O Pittsburgh Steelers terminou em primeiro no AFC North com um recorde de 13-3. Em 14 de janeiro de 2018, Smith-Schuster foi titular em seu primeiro jogo de playoff da carreira e fez três recepções para cinco jardas e um touchdown em uma derrota por 45-42 para o Jacksonville Jaguars.

### 2018
Em 18 de janeiro de 2018, o Pittsburgh Steelers promoveu o técnico de quarterback, Randy Fichtner, ao posto de coordenador ofensivo, depois que eles optaram por não renovar o contrato do ex-coordenador ofensivo, Todd Haley. 
Smith-Schuster inicou os treinos como o wide receiver titular depois que os Steelers trocaram Martavis Bryant por uma terceira rodada na Draft 2018 da NFL do Oakland Raiders. O treinador Mike Tomlin nomeou Smith-Schuster como titular no começo da temporada regular ao lado de Antonio Brown.

## Vida pessoal
Smith-Schuster é de ascendência samoana e foi criado em Long Beach, Califórnia. Ele é o segundo mais velho de sete filhos e se identifica como cristão. Seu primo é Johnny Nansen, atual assistente técnico do USC Trojans.
Seu apelido "JuJu" veio de sua tia quando ele tinha alguns meses de idade. Ela inicialmente o chamou de "John-John" antes de optar por chamá-lo de "JuJu". 
Ele tem uma irmã biológica chamada So'omalo e seu pai não foi ativo em suas vidas. Seu padrasto, Lawrence Schuster, foi apresentado a sua mãe, Sammy, quando JuJu tinha quatro anos de idade. Smith-Schuster legalmente hifenizou seu sobrenome depois de completar 18 anos, acrescentando Schuster em homenagem ao seu padrasto. 
Smith-Schuster afirma que ele cresceu como um fã de USC e admirando Marqise Lee, Robert Woods e Nelson Agholor.
Em fevereiro de 2018, Smith-Schuster anunciou uma parceria com o popular grupo de jogos, FaZe Clan, para vender mercadorias. Smith-Schuster agora tem um canal no YouTube usando seu nome completo, que publica Call of Duty, Fortnite Battle Royale e vídeos de sua vida. Ele tem mais de 500.000 assinantes neste canal.